# Hourquette d'Ancizan
De Hourquette d'Ancizan is een bergpas gelegen in de Hautes-Pyrénées in het zuidwesten van Frankrijk.
De 1564 meter hoge passage werd zeven keer aangedaan door de wielerkoers Ronde van Frankrijk.

## Doortochten op de Hourquette d'Ancizan in de Ronde van Frankrijk
- 1952 -  Raphaël Géminiani
- 1965 -  Julio Jiménez
- 2011 -  Laurent Mangel
- 2013 -  Daniel Martin
- 2016 -  Thibaut Pinot
- 2019 -  Simon Yates
- 2022 -  Thibaut Pinot
- 2024 -  David Gaudu